# Denis Mesritz

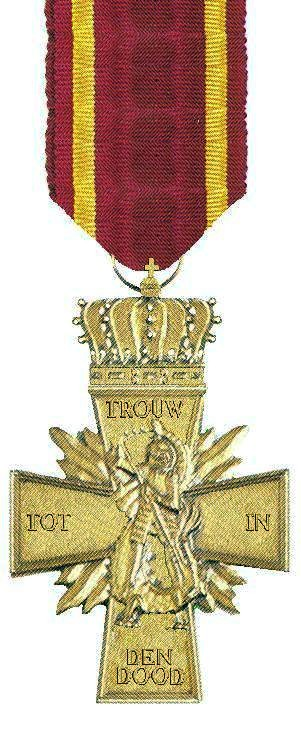
Verzetskruis

Denis Claire Baudouin Mesritz (Den Haag, 16 november 1919 – Rathenow, 16 maart 1945) was een Nederlandse advocaat. Hij studeerde rechten aan de Rijksuniversiteit Groningen tot 1942. Jean Mesritz was zijn broer.
Mesritz was tijdens de Tweede Wereldoorlog actief in de illegale pers, hij was betrokken bij het blad De Toekomst. In juni 1944 werd hij door de Duitsers opgepakt in een trein. Hij overleed op 25-jarige leeftijd in het concentratiekamp te Rathenow en is begraven op Ereveld Loenen.

## Onderscheiding
- Verzetskruis, KB nr 17 van 7 mei 1946 (postuum)[3]